# Ministère de la Santé, du Travail et des Affaires sociales
Pour les articles homonymes, voir Ministère de la Santé.
Le ministère de la Santé, du Travail et des Affaires sociales (厚生労働省, Kōsei-rōdō-shō, littéralement « ministère de l'assistance sociale et du travail ») est un des départements ministériels du Cabinet du Japon, officiellement traduit en anglais par Ministry of Health, Labour and Welfare (MHLW). Il est souvent abrégé en japonais en Kōrōshō (厚労省).
Il a été créé le 6 janvier 2001, lors de la réorganisation du deuxième cabinet de Yoshirō Mori qui a été le premier à mettre en place la réforme de l'administration centrale de 1998. Il est né de la fusion de deux anciens ministères : celui de la Santé et des Affaires sociales (厚生省, Kōsei-shō, anglais : Ministry of Health and Welfare ou MHW) et celui du Travail (労働省, Rōdō-shō, anglais : Ministry of Labour ou MoL).
Il siège au 1-2-2 Kasumigaseki, Chiyoda-ku à Tokyo, dans le Bâtiment commun n°5 du Gouvernement central qu'il partage avec le ministère de l'Environnement, l'Agence de l'Assurance sociale (jusqu'à sa dissolution en décembre 2009) et les bureaux du ministre d'État chargé de la Gestion des catastrophes. 
Il est dirigé par le ministre de la Santé, du Travail et des Affaires sociales (厚生労働大臣, Kōsei-rōdō-daijin). Il s'agit, depuis le 1er octobre 2024, de Takamaro Fukuoka , membre du 103e Cabinet du Japon emmené par Shigeru Ishiba.

## Mission
Le ministère de la Santé, du Travail et des Affaires sociales contrôle, supervise, définit et met en œuvre la politique gouvernementale en matière de santé, de travail et de protection sociale, de travail et de santé au Japon. Ses champs de compétence se répartissent ainsi dans ces trois domaines :

### Santé
- Santé publique : politiques, programmes et mesures de préventions, de soins et d'aides à la recherche concernant : 
  - les maladies liées au mode de vie
  - les maladies infectieuses,
  - les maladies incurables,
  - les pratiques hygiéniques dans les lieux publics.
- Alimentation : en partenariat avec le ministère de l'Agriculture, des Forêts et de la Pêche et la Commission de la Sécurité alimentaire du Bureau du Cabinet, le ministère supervise et met en place :
  - les spécifications et normes,
  - le système d'étiquetage,
  - Les questions de santé publique liée à l'alimentation,
  - le système de surveillance des aliments importés.
- Assistance sanitaire : définit la législation et les programmes sur :
  - les mesures de sécurité dans les traitements médicaux,
  - le développement du système d'assistance sanitaire,
  - la recherche et le développement sur les médicaments.
- Assurance maladie : contrôle et définit la législation sur les différents systèmes :
  - l'assurance maladie,
  - l'assurance maladie nationale,
  - l'assurance des marins,
  - les services de santé pour les aînés,
  - les frais médicaux.
- Produits pharmaceutiques et de santé assure :
  - la promotion de l'efficacité et de la sécurité des produits pharmaceutiques et de santé,
  - la prévention de l'abus de médicament,
  - le programme d'approvisionnement en sang.
- Relations internationales, assure en partenariat avec le ministère des Affaires étrangères :
  - les relations avec l'OMS,
  - le respect et les négociations de consultations et accords touchant à la santé,
  - les relations avec les multinationales liées aux domaines de la santé (notamment dans l'industrie pharmaceutique).
- Projets de recherche : menés directement dans le domaine des sciences et technologies par le ministère concernant les problèmes de santé.

### Travail
- Sécurité de l'emploi : encadre, prépare la législation et met en place des programmes d'emploi concernant :
  - les jeunes et les personnes âgées,
  - les personnes avec un handicap,
  - les étrangers,
  - l'emploi local,
  - l'assurance chômage.
- Développement des ressources humaines : encadre, prépare la législation, définit les orientations et développe des mesures concernant :
  - l'enseignement professionnel et avantages,
  - le conseil en ressources humaines,
  - le système d'évaluation des capacités professionnelles,
  - d'autres soutiens aux travailleurs et employés.
- Droit du travail : définit, oriente et applique la législation concernant :
  - les conditions de travail,
  - les salaires et le temps de travail,
  - les cotisations sociales,
  - la santé et sécurité au travail,
  - l'assurance accident du travail,
  - le bien-être pour les travailleurs.
- Égalité des chances à l'emploi, Promotion de l'équilibre entre travail et famille, Travail à temps partiel : en coopération avec le Bureau de l'Égalité des sexes du Bureau du Cabinet, oriente, prépare, définit la législation et promeut les actions concernant :
  - l'égalité des opportunités et traitements entre les deux sexes,
  - le congé parental et familial,
  - le travail à temps partiel,
  - le travail industriel à domicile,
  - le télétravail.
- Politiques du travail : oriente et réfléchit sur :
  - les politiques fondamentales et générales,
  - les analyses générales des enjeux économiques,
  - les relations industrielles.
- Relations internationales : assure, en partenariat avec le ministère des Affaires étrangères :
  - les relations avec l'OIT,
  - le respect et les négociations de consultations et accords économiques ou sociaux internationaux touchant au travail ou à l'emploi,
  - les relations avec les multinationales.
- Projets de recherche : menés directement dans le domaine des sciences et technologies par le ministère concernant les problèmes d'emploi ou de droit du travail.

### Protection sociale
- Enfance et Éducation familiale : oriente et définit la législation, met en œuvre les actions concernant :
  - les aides et soutiens à l'éducation des enfants,
  - la maltraitance sur mineur,
  - le congé parental et familial,
  - la santé maternelle et de l'enfant,
  - l'aide aux familles monoparentales.
- Santé et Services d'assistance concernant les personnes souffrant d'un handicap : organise, prépare et met en place la politique sur :
  - la promotion de l'indépendance et de la participation sociale,
  - la sécurisation de la santé mentale,
  - l'excellence des soins médicaux.
- Aide sociale : organise et supervise :
  - le système d'assistance publique,
  - le bien-être des collectivités,
  - le bénévolat,
  - l'aide aux sans domicile fixe,
  - le secours et les aides aux sinistrés (en partenariat avec les services du Bureau du Cabinet chargés de la Gestion des catastrophes).
- Secours aux victimes de la Seconde Guerre mondiale : en partenariat avec les ministères de la Défense et des Affaires étrangères, il organise et supervise :
  - les services mémoriels pour les morts de la Guerre,
  - le soutien aux Japonais laissés en Chine après la Guerre,
  - le soutien aux familles blessées et endeuillées par la Guerre.
- Services de Soins de longue durée, de Santé et d'Assistance pour les Aînés : organise, oriente et prépare la législation et les politiques concernant :
  - l'assurance pour les soins de longue durée,
  - les soins infirmiers pour les aînés frappés de démence,
  - les services de santé et d'assistance aux aînés.
- Retraite : supervise, contrôle et coordonne :
  - les systèmes de retraite publique,
  - le système de gestion du fond des réserves de pensions de la retraite nationale et de l'assurance retraite des employés,
  - les accords de sécurité sociale.
- Sécurité sociale : organise et gère les actions concernant la sécurité sociale japonaise en général.
- Relations internationales : assure, en partenariat avec le ministère des Affaires étrangères :
  - les relations avec l'OCDE,
  - le respect et les négociations de consultations et accords économiques ou sociaux internationaux touchant à la protection sociale,
- Projets de recherche : menés directement dans le domaine des sciences et technologies par le ministère concernant les problèmes de protection sociale.

## Administration interne

### Ministres, vice-ministres et secrétaires parlementaires
- Ministre (大臣, Daijin?) :

| Personnalité     | Parti | Faction | Diète      | Circonscription |
| ---------------- | ----- | ------- | ---------- | --------------- |
| Takamaro Fukuoka | PLD   | -       | Conseiller | Saga            |

- 1ers vice-ministres (副大臣, Fuku-daijin?) :

| Personnalité   | Parti   | Faction | Diète        | Circonscription       |
| -------------- | ------- | ------- | ------------ | --------------------- |
| Gaku Hashimoto | PLD     | -       | Représentant | Okayama (4e district) |
| Hisashi Inatsu | Kōmeitō | -       | Représentant | Sorachi               |

- Secrétaires parlementaires (政務官, Seimukan?) :

| Personnalité  | Parti | Faction | Diète        | Circonscription           |
| ------------- | ----- | ------- | ------------ | ------------------------- |
| Akiko Honda   | PLD   |         | Conseillère  | Proportionnelle nationale |
| Shogo Azemoto | PLD   |         | Représentant | Proportionnelle nationale |

### Vice-ministre administratif
Le « vice-ministre administratif » (事務次官, Jimu-jikan) est au Japon le haut fonctionnaire placé au sommet hiérarchique de l'administration d'un ministère, juste après le ministre, les premiers vice-ministres et les secrétaires parlementaires qui sont eux des hommes politiques membres du gouvernement. Depuis la réforme de 1998, appliquée en 2001, il n'y en a plus qu'un par ministère. Le vice-ministre administratif assiste le ministre dans des domaines tels que maintenir l'ordre dans les affaires administratives du ministère ou superviser le travail des divisions, bureaux, institutions affiliées et bureaux locaux. Jusqu'en 2009, une conférence des vice-ministres administratifs (事務次官等会議, Jimu-jikan-tō kaigi) de chaque ministère se réunissait deux fois par semaine (le lundi et le jeudi), un jour avant un conseil des ministres, pour coordonner les dossiers à l'ordre du jour de ce dernier. Cette réunion, critiquée tout particulièrement par le PDJ et de manière générale par les membres de l'opposition au PLD comme l'un des principaux symboles de la trop forte place laissée aux hauts-fonctionnaires dans la direction de l'État au détriment des hommes politiques, a été supprimée dès l'arrivée au pouvoir des démocrates en septembre 2009. L'actuel vice-ministre administratif de la Santé, du Travail et des Affaires sociales est, depuis le 30 juillet 2010, Shinji Asonu (avant sa nomination à ce poste, il était directeur du Bureau de la politique médicale).

### Services administratifs
- Secrétariat du ministre (大臣官房, Daijin kanbō?)

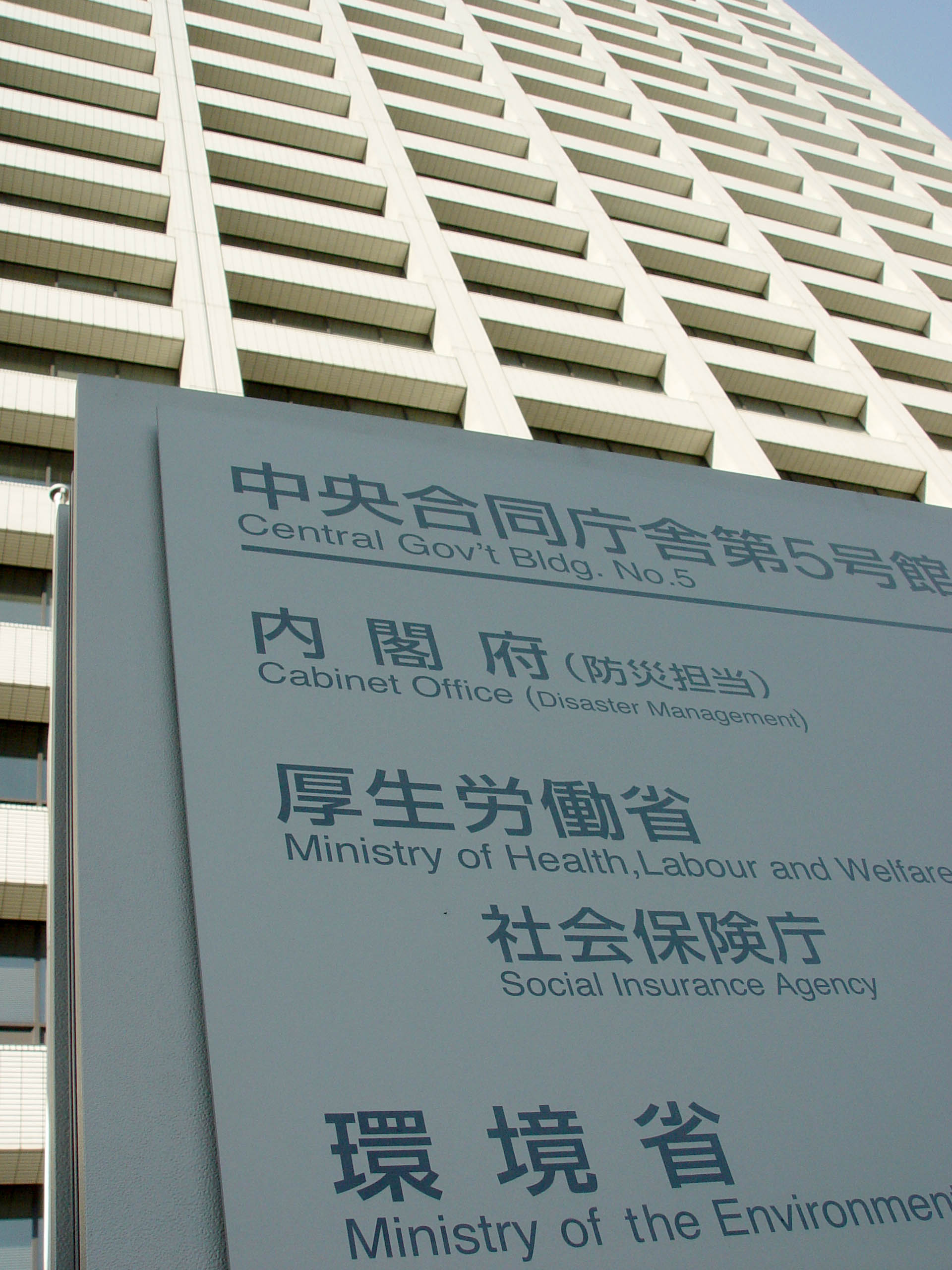
Panneau d'entrée du bâtiment gouvernemental n°5

- Directeur général de la planification politique (政策統括官, Seisaku tōkatsukan?)

#### Pôle Santé
- Bureau de la politique médicale (医政局, Isei kyoku?) : s'occupe des questions touchant à la pratique médicale et des soins et aux acteurs de celle-ci :
  - Division des affaires générales (総務課, Sōmu ka?)
  - Division des politiques de soins médicaux (政策医療課, Seisaku iryō ka?)
  - Division de la gouvernance (指導課, Shidō ka?)
  - Division des professions médicales (医事課, Ikoto ka?)
  - Division de la santé dentaire (歯科保健課, Shika hoken ka?)
  - Division du soin infirmier (看護課, Kango ka?)
  - Division des affaires économiques (経済課, Keizai ka?)
  - Division de promotion de la recherche et du développement (研究開発振興課, Kenkyū kaihatsu shinkyō ka?)
- Bureau de la santé publique (健康局, Kenkō kyoku?) : s'occupe des problèmes de santé publique :
  - Division des affaires générales (総務課, Sōmu ka?)
  - Division du contrôle des maladies (疾病対策課, Shippei taisaku ka?)
  - Division des maladies infectieuse et de la tuberculose (結核感染症課, Kekkaku kansenshō ka?)
  - Division de l'hygiène quotidienne (生活衛生課, Seikatsu eisei ka?)
  - Division de l'approvisionnement en eau (水道課, Suidō ka?)
- Bureau de l'alimentation et des médicaments (医薬食品局, Iyaku shokuhin kyoku?) : s'occupe des questions liées à la sécurité alimentaire et pharmaceutique dépendant du ministère :
  - Division des affaires générales (総務課, Sōmu ka?)
  - Division d'évaluation et de contrôle (審査管理課, Shinsa kanri ka?)
  - Division du contrôle de la sécurité (安全対策課, Anzen taisaku ka?)
  - Division de la gouvernance de la surveillance - lutte contre les stupéfiants (監視指導・麻薬対策課, Kanshi shidō - Mayaku taisaku ka?)
  - Division de l'organisation de la collecte du sang (血液対策課, Ketsueki taisaku ka?)
- Département de la sécurité alimentaire (食品安全部, Shokuhin anzen bu?) :
  - Division de la planification et de l'information (企画情報課, Kikaku jōhō ka?)
  - Division des normes et évaluations (基準審査課, Kijun shinsa ka?)
  - Division de la surveillance et de la sécurité (監視安全課, Kanshi anzen ka?)

#### Pôle Travail
- Bureau du droit du travail (労働基準局, Rōdō kijun kyoku?) : s'occupe des questions liées au droit du travail au Japon et à son évolution :
  - Division des affaires générales (総務課, Sōmu ka?)
  - Division de l'inspection (監督課, Kantoku ka?)
  - Division des salaires et du temps de travail (賃金時間課, Chingin jikan ka?)
  - Division de collecte des cotisations du travail (労働保険徴収課, Rōdō hoken chōshū ka?)
  - Département de la sécurité et de la sant (安全衛生部, Anzen eisei bu?) :
    - Division de la planification (計画課, Keikaku ka?)
    - Division de la sécurité (安全課, Anzen ka?)
    - Division de la santé au travail (労働衛生課, Rōdō eisei ka?)
    - Division du contrôle des substances chimiques (化学物質対策課, Kagaku busshitsu taisaku ka?)

  - Département de la compensation des accidents du travail (労災補償部, Rōsai hoshō bu?) : 
    - Division de gestion des accidents du travail (労災管理課, Rōsai kanri ka?)
    - Division de la compensation (補償課, Hoshō ka?)
    - Office des affaires d'assurance aux accidents du travail (労災保険業務室, Rōsan hoken gyōmu shitsu?)

  - Département du quotidien des travailleurs (勤労者生活部, Kinrōsha seikatsu bu?) : 
    - Division de la planification (企画課, Kikaku ka?)
    - Division du quotidien des travailleurs (勤労者生活課, Kinrōsha seikatsu ka?)
- Bureau de la sécurité de l'emploi (職業安定局, Shokugyō antei kyoku?) : s'occupe des questions de stabilisation et de sécurisation de l'emploi : 
  - Division des affaires générales (総務課, Sōmu ka?)
  - Division de la politique de l'emploi (雇用政策課, Koyō seisaku ka?)
  - Division du développement de l'emploi (雇用開発課, Koyō kaihatsu ka?)
  - Division de l'assurance de l'emploi (雇用保険課, Koyō hoken ka?)
  - Division des opérations de régulation de l'offre et de la demande (需給調整事業課, Jukyū chōsei jigyō ka?)
  - Division du contrôle de l'emploi des étrangers (外国人雇用対策課, Gaikokujin koyō taisaku ka?)
  - Office des opérations du Centre du marché du travail (労働市場センター業務室, Rōdō shijō sentā gyōmu shitsu?)
  - Département du contrôle de l'emploi des personnes âgées et handicapées (高齢・障害者雇用対策部, Kōrei - Shōgaisha koyō taisaku bu?) :
    - Division de la planification (企画課, Kikaku ka?)
    - Division du contrôle de l'emploi des personnes âgées (高齢者雇用対策課, Kōreisha koyō taisaku ka?)
    - Division du contrôle de l'emploi des personnes handicapées (障害者雇用対策課, Shōgaisha koyō taisaku bu?)
- Bureau du développement des ressources humaines (職業能力開発局, Shokugyō nōryoku kaihatsu kyoku?) : s'occupe des questions touchant au développement des ressources humaines :
  - Division des affaires générales (総務課, Sōmu ka?)
  - Division du développement des compétences (能力開発課, Nōryoku kaihatsu ka?)
  - Division de l'aide à la formation (育成支援課, Ikusei shien ka?)
  - Division de l'évaluation des compétences (能力評価課, Nōryoku hyōka ka?)
  - Division de la coopération internationale (海外協力課, Kaigai kyōryoku ka?)

#### Pôle Affaires sociales
- Bureau de l'égalité à l'emploi, de l'enfance et des familles (雇用均等・児童家庭局, Koyō kintō - Jidō katei kyoku?) : s'occupe des questions liées aux luttes contre les discriminations à l'embauche ou au travail, à l'enfance et aux politiques familiales :
  - Division des affaires générales (総務課, Sōmu ka?)
  - Division de la politique d'égalité des chances dans l'emploi (雇用機会均等政策課, Koyō kikai kintō seisaku ka?)
  - Division de l'harmonisation entre emploi et famille (職業家庭両立課, Shokugyō katei ryōritsu ka?)
  - Division du travail à temps partiel et à domicile (短時間・在宅労働課, Tanjikan - Zaitaku rōdō ka?)
  - Division du bien-être au travail (家庭福祉課, Rōdō fukushi ka?)
  - Division de l'environnement éducatif des enfants (育児環境課, Ikuji kankyō ka?)
  - Division de la garde d'enfants (保育課, Hoiku ka?)
  - Division des soins mère-enfant (母子保健課, Boshi hoken ka?)
- Bureau de l'assistance et de la société (社会・援護局, Shakai - Engo kyoku?) : s'occupe des questions liées aux aides sociales et aux victimes de guerre :
  - Division des affaires générales (総務課, Sōmu ka?)
  - Division de la protection publique (保護課, Hogo ka?)
  - Division du bien-être des collectivités (地域福祉課, Chīki fukushi ka?)
  - Division des fondements du bien-être (福祉基盤課, Fukushi kiban ka?)
  - Division de la planification de l'assistance (援護企画課, Engo kikaku ka?) : surtout chargé des aides aux victimes de guerre
  - Division de l'assistance (援護課, Engo ka?)
  - Division des opérations (業務課, Gyōmu ka?)
  - Département des soins et du bien-être des personnes handicapées (障害保健福祉部, Shōgai hoken fukushi bu?)
    - Division de la planification (企画課, Kikaku ka?)
    - Division du bien-être des personnes handicapées (障害福祉課, Shōgai fukushi ka?)
    - Division du bien-être et de la santé mentale (精神・障害保健課, Fukushi - Shōgai hoken ka?)
- Bureau de l'aide aux personnes âgées (老健局, Rōken kyoku?) : s'occupe des questions liées à l'insertion, à la promotion sociale et sociétale et de l'assistance aux personnes âgées :
  - Division des affaires générales (総務課, Sōmu ka?)
  - Division de l'assurance santé des aînés (介護保険課, Kaigo hoken ka?)
  - Division des aides aux personnes âgées (高齢者支援課, Kōreisha shien ka?)
  - Division de la promotion (振興課, Shinkyō ka?)
  - Division des soins aux aînés (老人保健課, Rōjin hoken ka?)
- Bureau de l'assurance (保険局, Hoken kyoku?) : s'occupe des questions liées à l'assurance maladie :
  - Division des affaires générales (総務課, Sōmu ka?)
  - Division de l'assurance (保険課, Hoken ka?) : surtout chargée de l'assurance maladie des employés
  - Division de l'assurance maladie nationale (国民健康保険課, Kokumin kenkō hoken ka?)
  - Division du traitement médical des aînés (高齢者医療課, Kōreisha iryō ka?)
  - Division du traitement médical (医療課, Iryō ka?)
  - Division de l'investigation (調査課, Chōsa ka?)
- Bureau des retraites (年金局, Nenkin kyoku?) : s'occupe de superviser les services des pensions :
  - Division des affaires générales (総務課, Sōmu ka?)
  - Division des retraites (年金課, Nenkin ka?)
  - Division des fonds de retraites nationales et des entreprises (企業年金国民年金基金課, Kigyō nenkin kokumin nenkin kikin ka?)
  - Division de gestion des fonds (資金管理課, Shikin kanri ka?)
  - Division de la gouvernance de l'investissement (運用指導課, Unyō shidō ka?)
  - Division des statistiques (数理課, Sūri ka?)

### Institutions affiliées ou Offices

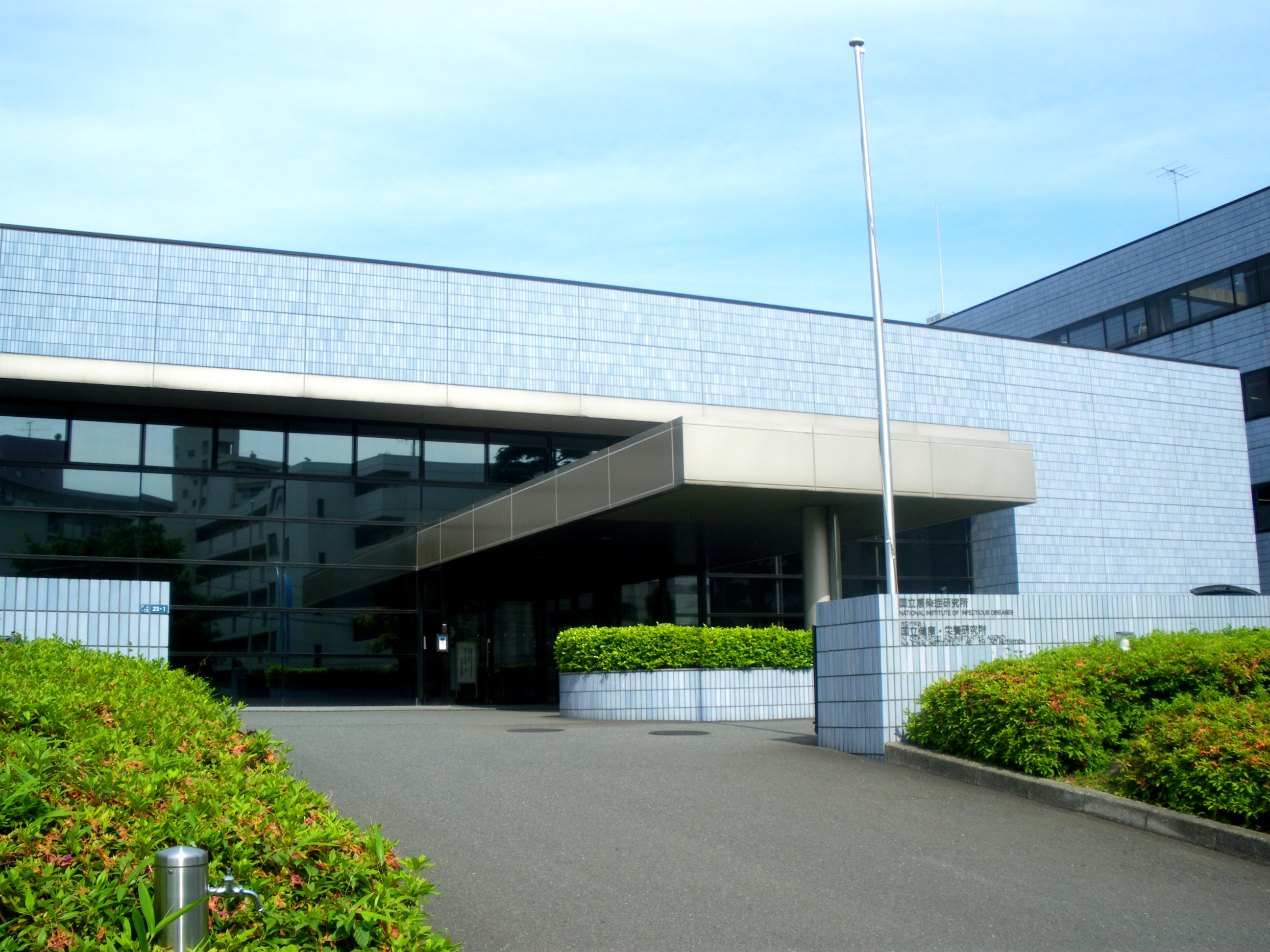
Institut national de recherche sur les maladies infectieuses

Trente-sept « Institutions affiliées » ou « Offices » (施設等機関, Shisetsutō kikan) sont liées au ministère :
- Quatre Instituts de recherche (研究所, Kenkyūjo?) : recherches fondamentales et approfondies concernant les domaines placés sous la juridiction du ministère :
  - Institut national de recherche sur la santé, l'alimentation et les médicaments (国立医薬品食品衛生研究所, Kokuritsu iyakuhin shokuhin eisei kenkyūjo?, NIHS)
  - Institut scientifique national sur la santé publique (国立保健医療科学院, Kokuritsu hoken iryō kagakuin?, NIPH)
  - Institut national de recherche sur la population et la sécurité sociale (国立社会保障・人口問題研究所, Kokuritsu shakai-shō - Jinkō mondai kenkyūjo?, JPSS)
  - Institut national de recherche sur les maladies infectieuses (国立感染症研究所, Kokuritsu kansenshō kenkyūjo?, NIID)
- Treize Stations de quarantaine (検疫所, Keneki-jo?) à Otaru (Hokkaidō), Shiogama (Miyagi), à l'aéroport international de Narita (Narita, Chiba), au port de Tokyo, au port de Yokohama (Kanagawa), à Niigata (Niigata), au port de Nagoya (Aichi), au port d'Osaka, à l'aéroport international du Kansai (Ōsaka), au port de Kōbe (Hyōgo), à Hiroshima (Hiroshima), à Hakata (Fukuoka) et Naha (Okinawa).
- Deux Établissements nationaux d'aide indépendante à l'enfance (国立児童自立支援施設, Kokuritsu jidō jiritsu shien shisetsu?) :
  - Académie nationale Musashino (国立武蔵野学院, Kokuritsu Musashino gakuin?) dans l'arrondissement de Midori à Saitama (préfecture de Saitama)
  - Académie nationale Kinugawa (国立きぬ川学院, Kokuritsu Kinugawa gakuin?), pour filles, à Sakura (préfecture de Tochigi)
- Léproserie nationale (国立ハンセン病療養所, Kokuritsu hansenbyō ryōyō-jo?) comprenant treize sanatoriums :
  - Sanatorium national Matsuoka Hoyōen (国立療養所松丘保養園, Kokuritsu ryōyō-jo Matsuoka Hoyō-en?) à Aomori (préfecture d'Aomori),
  - Sanatorium national Tōhoku Shinseien (国立療養所東北新生園, Kokuritsu ryōyō-jo Tōhoku Shinsei-en?) à Tome (préfecture de Miyagi),
  - Sanatorium national Kukyu Rakusen-en (国立療養所栗生楽泉園, Kokuritsu ryōyō-jo Kukyu Rakusen-en?) à Kusatsu (district d'Agatsuma, préfecture de Gunma),
  - Sanatorium national Tama Zenshō-en (国立療養所多磨全生園, Kokuritsu ryōyō-jo Tama Zenshō-en?) à Higashimurayama (Tōkyō),
  - Sanatorium national Suruga (国立駿河療養所, Kokuritsu Suruga ryōyō-jo?) à Gotenba (préfecture de Shizuoka),
  - Sanatorium national Nagashima Aisei-en (国立療養所長島愛生園, Kokuritsu ryōyō-jo Nagashima Aisei-en?) à Setouchi (préfecture d'Okayama),
  - Sanatorium national Oku Kōmyō-en (国立療養所邑久光明園, Kokuritsu ryōyō-jo Oku Kōmyō-en?) à Setouchi (préfecture d'Okayama),
  - Sanatorium national Ōshima Seishō-en (国立療養所大島青松園, Kokuritsu ryōyō-jo Ōshima Seishō-en?) à Takamatsu (préfecture de Kagawa),
  - Sanatorium national Kikuchi Keifū-en (国立療養所菊池恵楓園, Kokuritsu ryōyō-jo Kikuchi Keifū-en?) à Kōshi (préfecture de Kumamoto),
  - Sanatorium national Hoshizuka Keiai-en (国立療養所星塚敬愛園, Kokuritsu ryōyō-jo Hoshizuka Keiai-en?) à Kanoya (préfecture de Kagoshima),
  - Sanatorium national Amami Wakō-en (国立療養所奄美和光園, Kokuritsu ryōyō-jo Amami Wakō-en?) à Amami (préfecture de Kagoshima),
  - Sanatorium national Okinawa Airaku-en (国立療養所沖縄愛楽園, Kokuritsu ryōyō-jo Okinawa Airaku-en?) à Nago (préfecture d'Okinawa),
  - Sanatorium national Miyako Nansei-en (国立療養所宮古南静園, Kokuritsu ryōyō-jo Miyako Nansei-en?) à Miyakojima (préfecture d'Okinawa).
- Dortoir national Kōmyō (国立光明寮, Kokuritsu Kōmyō ryō?), créé en 2010 pour les personnes malvoyantes,
- Sanatorium national (国立保養所, Kokuritsu hoyōsho?), créé en 2010 pour les personnes gravement handicapées, avec deux centres :
  - Centre national pour les personnes gravement handicapées d'Itō (国立伊東重度障害者センター, Kokuritsu Itō jūdo shōgaisha sentā?), à Itō (Shizuoka),
  - Centre national pour les personnes gravement handicapées de Beppu (国立別府重度障害者センタ, Kokuritsu Beppu jūdo shōgaisha sentā?) à Beppu (Ōita).
- Établissement national pour enfants handicapés mentaux (国立知的障害児施設, Kokuritsu chiteki shōgaiji shisetsu?) créé en 2010
- Centre national de réhabilitation pour les personnes handicapées (国立障害者リハビリテーションセンター, Kokuritsu shōgaisha rihabiritēshon sentā?)

### Institution spéciale
Une « Institution spéciale » ou « Organisation attachée » (特別の機関, Tokubetsu no kikan) dépend du ministère : 
- la Conférence de contrôle des anciens employés ou assimilés des forces armées stationnées au Japon (中央駐留軍関係離職者等対策協議会, Chūō chūryūgun kankei rishokusha-tō taisaku kyōgi-kai?)

### Organes consultatifs
Douze « Organes consultatifs » ou « conseils » (審議会, Shingikai) assistent le ministère dans ces missions :
- Conseil de la sécurité sociale (社会保障審議会, Shakai-shō shingikai?)
- Conseil des sciences de la santé (厚生科学審議会, Kōsei kagaku shingikai?)
- Conseil des politiques du travail (労働政策審議会, Rōdō seisaku shingikai?)
- Conseil d'éthique médicale (医道審議会, Idō shingikai?)
- Conseil des affaires pharmaceutiques et de la santé alimentaire (薬事・食品衛生審議会, Yakuji - shokuhin eisei shingikai?)
- Commission d'évaluation pour les institutions administratives indépendantes (独立行政法人評価委員会, Dokuritsu gyōsei hōjin hyōka iinkai?)
- Conseil du salaire minimum central (中央最低賃金審議会, Chūō saitei chingin shingikai?)
- Comité de révision de l'assurance travail (労働保険審査会, Rōdō hoken shinsa-kai?)
- Conférence de la médecine d'assurance sociale centrale (中央社会保険医療協議会, Chūō shakai hoken iryō kyōgi-kai?)
- Comité de révision de l'assurance sociale (社会保険審査会, Shakai hoken shinsa-kai?)
- Comité de révision de la certification des maladies et invalidités (疾病・障害認定審査会, Shippei - Shōgai ninka shinsa-kai?)
- Comité de révision de l'assistance (援護審査会, Engo shinsa-kai?)

### Bureaux locaux
Le ministère dispose de huit Bureaux régionaux de la Santé et des Affaires sociales (地方厚生局, Chihō kōsei kyoku), soit une dans chacune des huit régions du Japon, pour y relayer l'action du ministère pour les questions de santé et d'affaires sociales.
De même, un Bureau régional du Travail (都道府県労働局, Todōfuken rōdō kyoku) a été installé dans chacune des 47 préfectures du Japon pour ce qui est des affaires touchant au domaine du travail.

### Institutions administratives indépendantes

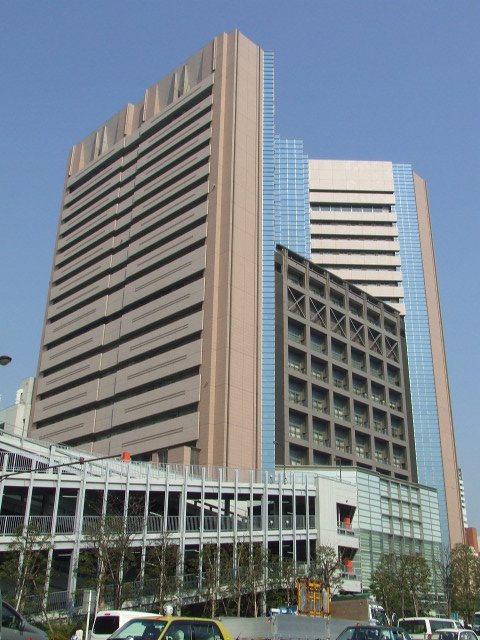
Hôpital du Centre national de recherche sur le cancer

Vingt-et-une « Institutions administratives indépendantes » (独立行政法人, Dokuritsu gyōsei hōjin) sont sous le contrôle du ministère :
- Six Centres de recherches nationaux (国立研究センター, Kokuritsu kenkyū sentā?) : établissements de recherche dans des domaines spécialisés de la médecine, dotés de leurs propres hôpitaux :
  - Centre national de recherche sur le cancer (国立がん研究センター, Kokuritsu gan kenkyū sentā?)
  - Centre national de recherche cérébrale et cardiovasculaire (国立循環器病研究センター, Kokuritsu junkan kibyō kenkyū sentā?)
  - Centre national de recherche neurologique et psychiatrique (国立精神・神経医療研究センター, Kokuritsu seishin - shinkei iryō kenkyū sentā?)
  - Centre national de recherche en médecine internationale (国立国際医療研究センター, Kokuritsu kokusai iryō kenkyū sentā?, NCGM)
  - Centre national de recherche sur la santé et le développement de l'enfant (国立成育医療研究センター, Kokuritsu sei'iku iryō kenkyū sentā?)
  - Centre national de recherche gériatrique et gérontologique (国立長寿医療研究センター, Kokuritsu chōju iryō kenkyū sentā?)
- Organisation nationale des hôpitaux (国立病院機構, Kokuritsu byōin kikō?) réunissant les hôpitaux publics d'État, soit 144 établissements.
- Institut national de la Santé et de la Nutrition (国立健康・栄養研究所, Kokuritsu kenkō - Eiyō kenkyūjo?)
- Organisation de la ressource en eau (水資源機構, Mizushigen kikō?), dépendant de plusieurs autres ministères dont, outre celui de la Santé, du Travail et des Affaires sociales, principalement de celui du Territoire, des Infrastructures, des Transports et du Tourisme, ainsi que ceux de l'Agriculture, des Forêts et de la Pêche et de l'Économie, du Commerce et de l'Industrie.
- Institut de recherche pour le développement de la santé et de la sécurité du travail (労働安全衛生総合研究所, Rōdō anzen eisei sōgō kenkyūjo?)
- Organisation pour l'assistance mutuelle et les aides à la retraite des travailleurs (勤労者退職金共済機構, Kinrōsha taishoku kin-kinkyōsai kikō?)
- Organisation de soutien à l'embauche des personnes âgées et handicapées (高齢・障害者雇用支援機構, Kōrei - Shōgaisha koyō shien kikō?, JEED)
- Agence du bien-être et des services médicaux (福祉医療機構, Fukushi iryō kikō?)
- Jardin national de l'espoir pour le développement des personnes gravement handicapées mentales (国立重度知的障害者総合施設のぞみの園, Kokuritsu jūdo chiteki shōgaisha sōgō shisetsu nozomi no sono?) ou simplement « Jardin de l'espoir » (のぞみの園, Nozomi-no-sono?)
- Institut de recherche politique et de formation du travail (労働政策研究・研修機構, Rōdō seisaku kenkyū - Kenshū kikō?, JILPT)
- Organisation de l'emploi et du développement des ressources humaines (雇用・能力開発機構, Koyō - Nōryoku kaihatsu kikō?)
- Organisation de la santé et du bien-être des travailleurs (労働者健康福祉機構, Rōdōsha kenkō fukushi kikō?)
- Agence de développement des équipements médicaux et médicaments (医薬品医療機器総合機構, Iyakuhin iryō-kiki sōgō kikō?)
- Institut de recherche fondamentale biomédicale (医薬基盤研究所, Iyaku kiban kenkyūjo?)
- Organisation de réhabilitation des établissements pour l'assurance maladie et les retraites (年金・健康保険福祉施設整理機構, Nenkin - Kenkō hoken fukushi shisetsu seiri kikō?)
- Corporation de gestion et d'utilisation du fonds d'investissement des retraites du gouvernement (年金積立金管理運用独立行政法人, Nenkin-tsumi tatekikin kanri unyō dokuritsu gyōsei hōjin?, GPIF)

### Organe indépendant
Un « Bureau extérieur » ou « Organe indépendant » (外局, Gai kyoku) est placé sous la juridiction du ministère : 
- la Commission centrale du travail (中央労働委員会, Chūō rōdō iinkai?). Elle siège au 1-5-32 Shiba-kōen dans l'arrondissement de Minato à Tōkyō. Elle a été créée en mars 1946, après la mise en application de la loi sur les syndicats. Elle a pour mission de protéger les droits d'association des travailleurs et de promouvoir des règlements justes dans les relations du travail. Ses quarante-cinq membres sont nommés par le Premier ministre et se répartissent en trois collèges d'égale importance : celui des représentants des travailleurs, celui des représentants des travailleurs et celui des représentants des intérêts publics.

Un autre organe indépendant lié au ministère de la Santé a existé jusqu'à sa dissolution le 31 décembre 2009 : l'Agence de l'Assurance sociale (社会保険庁, Shakai hoken chō, SIA). Elle siégeait dans le même bâtiment que le ministère. Elle était chargée de gérer de manière effective l'assurance maladie nationale, l'assurance des marins, les retraites des employés et le système des retraites nationales. Cette institution a été très critiquée à la suite d'un scandale rendu public en 2007. En effet, un rapport remis en février de cette année par le député démocrate (et futur ministre de la Santé, du Travail et des Affaires sociales de 2009 à 2010) Akira Nagatsuma révèle que la SIA disposait à compter du 1er juin 2006 de 50,95 millions de dossiers de retraite n'ayant aucun « numéro d'identification personnelle » (né avec la mise en place en janvier 1997 du système d'enregistrement informatique des données liées aux pensions de retraites), et donc d'autant de cotisations versées par des particuliers sans que l'on puisse savoir de qui il s'agit. Le 6 juin suivant, une question posée par Nagatsuma au ministre de l'époque, Hakuo Yanagisawa, fait valoir qu'en plus de ces 50 millions de dossiers non identifiés s'ajoutent 14,3 millions de comptes de retraites d'avant 1996 qui ne sont toujours pas informatisés, tandis que des centaines de municipalités, autrefois responsables de la collecte de ces informations, avaient déjà détruit leurs registres.
Le démantèlement de la SIA a été décidé après l'arrivée au pouvoir du PDJ en septembre 2009. Elle a été remplacée dès le 1er janvier 2010, uniquement pour ses compétences concernant les retraites, par le Service des retraites du Japon (JPS) qui est une corporation spéciale semi-publique. Si parmi les 12 000 salariés réguliers de cette dernière à sa création, qui n'ont plus le statut d'employés gouvernementaux, 10 000 sont issus de l'ancienne SIA (sur les 16 000 qu'elle comportait avant sa disparition), ceux qui avaient reçu des sanctions disciplinaires dans le cadre du scandale de 2007 n'ont pas été repris et les 2 000 autres employés ont été recrutés dans le secteur privé. Le JPS a également établi une charte contenant 10 promesses afin d'améliorer le service aux consommateurs et de « restaurer la confiance du public », comme le fait de répondre au téléphone avant la troisième sonnerie ou de ne pas faire attendre les visiteurs plus de 30 minutes

### Corporation spéciale

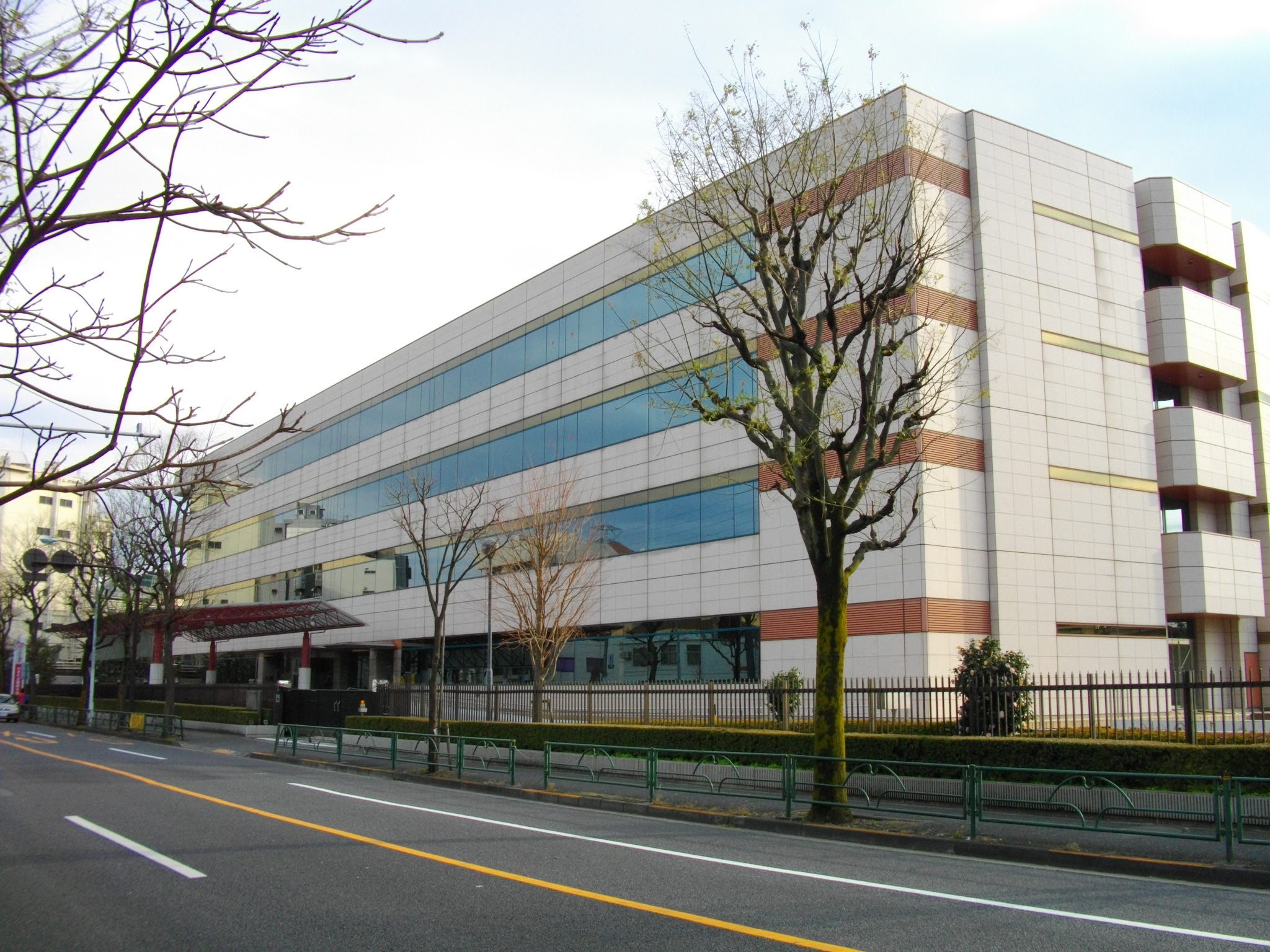
Siège du Service des retraites du Japon, au 3-5-24 Takaido-Nishi, Suginami-ku, Tōkyō-to

Une « Corporation spéciale » ou « Corporation semi-publique » (特殊法人, Tokushu hōjin) est liée au ministère (qui est l'autorité délégatrice) depuis sa création le 1er janvier 2010 : 
- le Service des retraites du Japon (日本年金機構, Nihon nenkin kikō?, JPS). Il siège au 3-5-24 Takaido-Nishi dans l'arrondissement de Suginami à Tōkyō. Il a succédé à l'ancienne SIA dans sa mission d'assurer les services et opérations pratiques liées à la gestion des retraites des employés et au système des retraites nationales (application, contribution à la collecte des cotisations, la conservation des données, la consultation des retraites et l'attribution et le versement des pensions). Afin de regagner la confiance du public que la précédente agence avait perdue, il a adopté une charte comprenant « 10 promesses aux usagers ». Elle comprend en tout 27 000 employés, dont 15 000 salariés réguliers et 12 000 temporaires[7].